# اسب هفتم خورشید
اسب هفتم خورشید (به هندی: Suraj Ka Satvan Ghoda) فیلمی محصول سال ۱۹۹۲ و به کارگردانی شیام بنگال است. در این فیلم بازیگرانی همچون راجیت کاپور، آمریش پوری، نینا گوپتا، راجشواری ساچدف، پالاوی جوشی، ایلا آرون، راوی جانکال ایفای نقش کرده‌اند.